# Aniracetam
Aniracetam es un ampakina y nootrópico de la familia de los racetam, que pretendía ser mucho más potente que el piracetam. Es liposoluble y puede tener posibles efectos para mejorar las funciones cognitivas, especialmente la memoria. Se ha probado extensivamente en animales, pacientes con la enfermedad de Alzheimer, y temporalmente con sujetos con deterioro en la salud. Ha demostrado tener potencial como ansiolítico en tres ensayos clínicos en animales. Se vende en Europa como un medicamento recetado, pero se pueden comprar en la mayoría de los países (excepto partes de África) sin receta.

## Propiedades
El aniracetam es un agente neurotrófico (neuroactivador cognitivo) que aumenta los niveles de acetilcolina en el hipotálamo y modula los receptores glutamatérgicos dependientes de AMPA, promueve la plasticidad sináptica y estimula las funciones cognitivas, además de proteger las neuronas de agentes neurotóxicos.
Está indicado para trastornos de la atención y la memoria de origen degenerativo o vascular.